# Volazaha iridoplitis
Volazaha iridoplitis är en fjärilsart som beskrevs av Pierre E.L. Viette 1971. Volazaha iridoplitis ingår i släktet Volazaha och familjen nattflyn. Inga underarter finns listade i Catalogue of Life.